# Julio Crisosto
Julio Alberto Crisosto Zárate (Iquique, 21 marzo 1950) è un ex calciatore cileno, di ruolo attaccante.

## Palmarès

### Club

#### Competizioni nazionali
- Campionato cileno: 1

Colo-Colo: 1979
- Coppa del Cile: 1

Colo-Colo: 1974